# 하디에르 바야다레스
하디에르 바야다레스 구스만(스페인어: Jadier Valladares Guzmán,  1982년 10월 11일~)은 쿠바의 역도 선수이다. 2008년 하계 올림픽 남자 라이트헤비급 종목에서 동메달을 획득했으며 팬아메리칸 게임에서 동메달 1개를 획득했다.